# 中国民主建国会福建省委员会
中国民主建国会福建省委员会，简称民建福建省委、福建民建，是中国民主建国会在福建省的地方组织。